# Muzej Srba u Hrvatskoj
Muzej Srba u Hrvatskoj bio je javni muzej u Zagrebu u Socijalističkoj Republici Hrvatskoj specijaliziran u temama vezanim za povijest Srba na prostoru Hrvatske. Muzej je djelovao od 1946. do 1963. godine kada je pripojen Hrvatskom povijesnom muzeju. Danas se eksponati muzeja čuvaju u Muzeju srpske pravoslavne Mitropolije zagrebačko-ljubljanske, dio u Srpskom kulturnom društvu "Prosvjeta", dio u Hrvatskom povijesnom muzeju, a dio je uništen u miniranju Muzeja Mitropolije zagrebačko-ljubljanske 11. travnja 1992. u vrijeme Domovinskog rata. U povodu 65. godišnjice svoga postojanja, Srpsko kulturno društvo "Prosvjeta" pokrenulo je inicijativu za obnovu rada muzeja.